# Бушмеј (Њамц)
Бушмеј (рум. Bușmei) насеље је у Румунији у округу Њамц у општини Фаркаша. Oпштина се налази на надморској висини од 557 m.

## Становништво
Према подацима из 2002. године у насељу је живело 199 становника, од којих су сви румунске националности.